# In de C-klasse
In de C-klasse is een lied uit 1974 uitgebracht op single en werd geschreven en gezongen door Vader Abraham. Op de B-kant stond het nummer Verdriet. Het is een maatschappijkritisch lied dat gaat over de toenmalige tekortkomingen en werkdruk in de ouderenzorg en dat thema is ook begin 21e eeuw (weer) actueel. Het lied werd bijna 45 jaar na uitgifte nog steeds door Kartner gezongen. Het nummer stond 7 weken in de Top 40 met als hoogste notering de 19e plaats.

## Inhoud lied
Het lied bestaat uit zes coupletten en na elk tweede couplet volgt het refrein (In de C-klasse mag je dan klaverjassen, Je eigen piepers jassen ......Niet eens je eigen wassen, Je zult wel zien.) en na de laatste twee coupletten tweemaal het refrein.
Het lied gaat over een bejaarde man met een minimuminkomen die niet meer zelfstandig kan wonen. Zijn kinderen willen hem bovendien niet meer in huis nemen, wat vroeger heel gebruikelijk was. Hij wordt gehuisvest in een bejaardentehuis in een grote flat van grijs beton waar de zon nauwelijks te zien is. Hij komt te liggen op een zaal met wel veertig medebewoners en wordt daardoor 's nachts soms wakker van het kabaal. Omdat hij arm is zit hij in "Klasse-C". Dit in tegenstelling tot de rijke ouderen die aan de voorkant zitten in "Klasse-A" en zich een plaats in een luxe rusthuis kunnen permitteren met persoonlijke verzorging.
Hij mag in de C-klasse dan wel klaverjassen, heeft een kanariepiet, krijgt op zondag een sigaar en eens per week een boek met extra grote letters omdat zijn leesbril zoek is maar de verzorging sober is. Door de werkdruk kunnen de verplegers maar weinig tijd aan de man besteden en moet alles binnen een bepaald tijdsbestek gebeuren, bijvoorbeeld dat de kapper maar één minuut heeft om zijn haar te knippen. Sommige zaken moet hij zelf doen zoals zijn aardappels schillen maar hij mag niet zichzelf wassen als de zuster geen tijd heeft waardoor hij dan onverzorgd blijft. Op zondag komt er dan bezoek waarbij de kleinkinderen vragen hoelang opa nog denkt te leven en dan optimistisch stelt: nog een paar jaar. Dan denkt hij na over het verleden en ziet dat op zijn handen nog het eelt zit van het harde werken van vroeger dat volgens zijn vader een deugd was maar dat hij nu eenzaam oud en grijs in het bejaardentehuis zit.

## Andere versie
Door André van Duin werd datzelfde jaar in samenwerking met Jan Fillekers een persiflage op het nummer uitgebracht dat stond op het in 1974 verschenen album "De Tamme Boerenzoon". In het nieuwe lied waren een aantal zinnen veranderd waarmee de andere kanten van de kwestie met enige spot werden getoond, bijvoorbeeld het gegeven dat de kinderen hun vader niet in huis willen nemen: "Goddank, niet bij je kinderen thuis", over de kapper die in een minuut je haar knipt: "Terwijl je elders wel vaak uren wachten moet, dat is pas service", over het zelf schillen van de aardappels: "Heb je toch nog wat te doen", het wassen door de zuster: "In de Hoezee klasse, komt de zuster je wassen, dat is toch grote klasse, voor haast geen geld", over het 's nachts soms wakker worden van het kabaal "Nou, dan bouwen ze een feestje op de zaal" en wat betreft het eelt op de handen: "Ja, ik heb me in het leven nooit verveeld en breng uit het café naar de slaapzaal nog een fles drank mee".
In de televisieserie Het geheime dagboek van Hendrik Groen uit 2017 van Omroep Max speelt André van Duin het personage Evert Duiker die met dezelfde problematiek te maken krijgt.